# Lewis and Harris
Die Insel Lewis and Harris (schottisch-gälisch: Leòdhas agus na Hearadh) ist die größte und bedeutendste in den Äußeren Hebriden, die größte schottische Insel und die drittgrößte zusammenhängende Landmasse der Britischen Inseln nach Großbritannien und Irland. 2011 lebten 21.031 Personen auf Lewis and Harris. Bekannt wurde die Insel als Ursprung des Harris Tweed.

## Geographie
Die Insel ist 2178 km² groß. Zwischen der Insel und dem schottischen Festland liegt der Meeresarm The Minch. Im Norden schließt Lewis and Harris mit dem Kap Butt of Lewis ab.

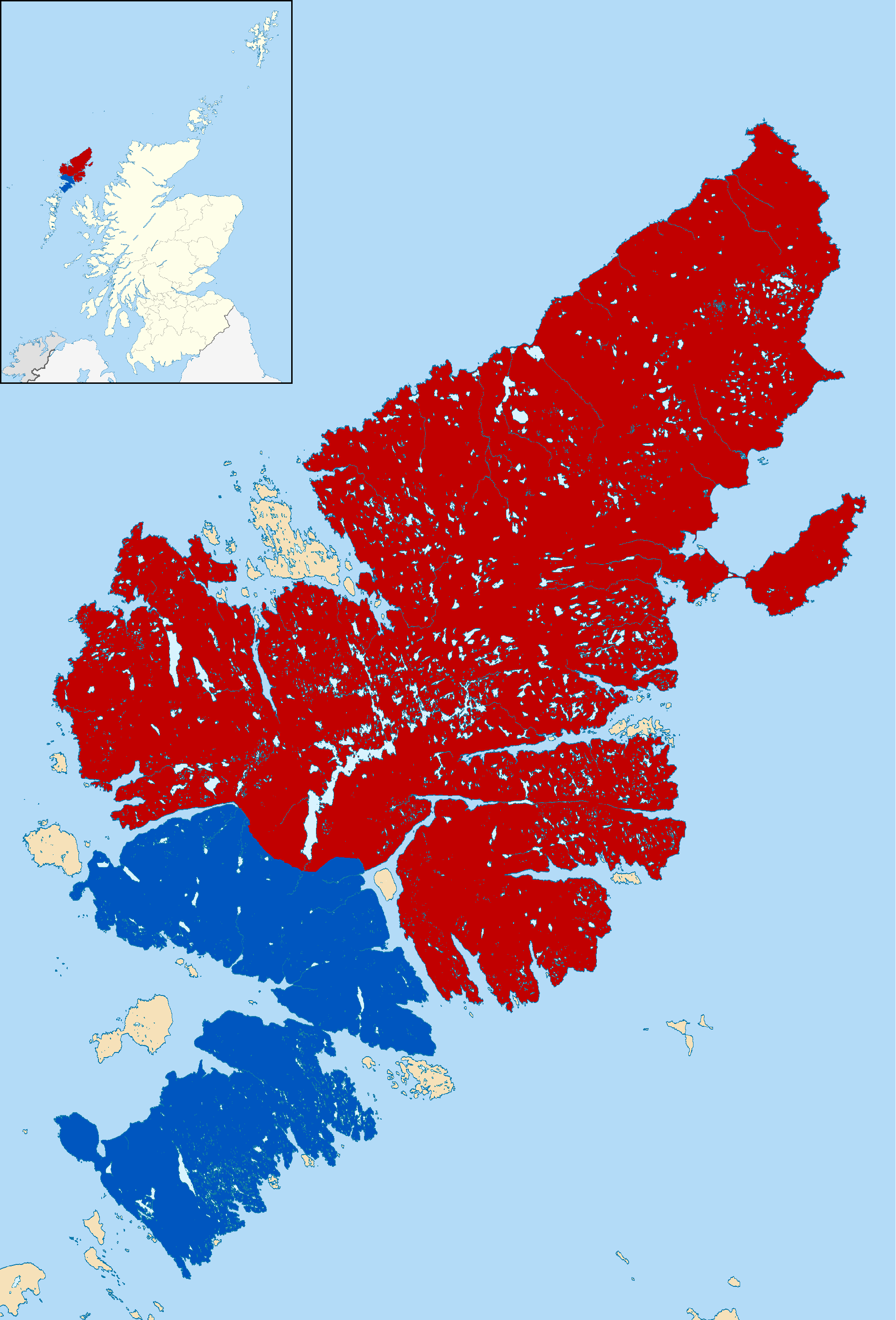
Harris in blau, Lewis im Norden und Osten in rot

Durch die Verwendung von zwei Namen könnte man annehmen, es gäbe zwei getrennte Inseln, Lewis und Harris. Tatsächlich handelt es sich um die Bezeichnung für eine einzige Insel, wovon der (wesentlich größere) nördliche Teil der Insel „Lewis“ genannt wird und der südwestliche Teil „Harris“. Die Trennlinie der beiden Inselteile verläuft zunächst in west-östlicher Richtung, beginnend nördlich der Insel Scarp durch den Loch Resort (Reasort), entlang des westlichen Teils des Glen Kentarvie, bis zur N/S-Trennung des Loch Langavat und folgt dann in südlicher Richtung dem Loch Seaforth (Shiphoirt). Durch die nur 850 m schmale Landenge bei Tarbert, die aus Schwemmland besteht, wird Harris quasi nochmals in zwei Teile unterteilt.
Der Doppelname entstand wohl wegen der völlig unterschiedlichen Landschaften der beiden Inselteile, zwischen denen das im Süden ohne Übergang aufragende unwegsame Mittelgebirge die natürliche Trennungslinie bildet. So ist Harris weitgehend bergig, mit mehr als 30 über 300 Meter hohen Gipfeln, und Lewis größtenteils flach – bis auf ein Gebiet östlich des Loch Seaforth, das topographisch eher zu Harris gehören müsste.

## Geschichte
Es ist möglicherweise vom auf Lewis gelegenen Callanish die Rede, wenn Diodor von Sizilien von einem runden Tempel berichtet und weiter: „Von dieser Insel aus soll der Mond in ganz geringem Abstand von der Erde erscheinen, auch sollen einige bergähnliche Erhebungen auf ihm sichtbar sein.“
Das Gebiet um Stornoway war wahrscheinlich seit 6000 v. Chr. besiedelt. Der Steinkreis von Callanish im Gebiet von Loch Ròg wurden vor etwa 5.000 Jahren errichtet und stammen somit aus dem späten Neolithikum oder der frühen Bronzezeit.
Im 9. Jahrhundert beherrschten Nordmänner die Insel; sie konvertierten schließlich zum Christentum. Im frühen 13. Jahrhundert baute die Familie Nicholson oder MacNicols Castle Lewis am Hafen von Stornoway. Im Jahr 1607 wurde Stornoway zu einem burgh of barony. Im Jahr 1844 erwarb Sir James Matheson die Insel und baute zwischen 1847 und 1857 Lews Castle; die letzten Überreste der alten Burg wurden entfernt.
Die Baudenkmäler auf Lewis and Harris sind in der Liste der Listed Buildings auf Lewis and Harris zusammengefasst.